# Cướp biển vùng Caribbean 3: Nơi tận cùng thế giới
Cướp biển vùng Caribbean: Nơi tận cùng thế giới (tựa gốc: Pirates of the Caribbean: At World's End) là một bộ phim hành động phiêu lưu hài hước của Mỹ năm 2007 và là phần thứ ba sau phần hai  Chiếc rương tử thần (ban đầu dự định đây là phần cuối) của loạt phim ăn khách Cướp biển vùng Caribbean. Nội dung phim kể về việc Will Turner (Orlando Bloom), Elizabeth Swann (Keira Knightley), Hector Barbossa (Geoffrey Rush) và thủy thủ đoàn của tàu Ngọc Trai Đen giải cứu thuyền trưởng Jack Sparrow (Johnny Depp) thoát khỏi Tủ khóa của Davy Jones, và sau đó họ phải đương đầu với Cutler Beckett (Tom Hollander) và Davy Jones (Bill Nighy) cầm đầu, những kẻ âm mưu làm bá chủ đại dương và quét sạch những tay cướp biển cuối cùng khỏi bản đồ một lần và mãi mãi. Đây là bộ phim thứ ba trong loạt phim Pirates of the Caribbean của đạo diễn Gore Verbinski, người đã đạo diễn hai phần phim trước. Bộ phim được sản xuất vào các năm 2005 và 2006 ngay sau khi Cướp biển vùng Caribbe 2: Chiếc rương tử thần kết thúc.
Bộ phim đã được công chiếu tại các nước nói tiếng Anh vào ngày 25 tháng 5 năm 2007, sau khi Walt Disney Pictures quyết định chuyển ngày ra mắt sớm hơn một ngày so với dự kiến. Các nhà phê bình đã đánh giá khá cao bộ phim về nhiều mặt như nhạc phim hoành tráng, các pha hành động gây cấn và hiệu ứng kỹ xảo đẹp mắt, nhưng lại bị chỉ trích về cốt truyện và thời gian chiếu của phim. Tận cùng Thế giới đã gây bùng nổ tại các phòng vé và trở thành bộ phim thành công nhất năm 2007 khi thu về hơn $960 triệu USD trên toàn cầu.
Bộ phim đã nhận được 2 đề cử Giải Oscar cho Thiết kế phục trang đẹp nhất và Hiệu ứng hình ảnh xuất sắc nhất, rồi sau đó lần lượt thua La Vie en rose và The Golden Compass. Phần tiếp theo của loạt phim Pirates of the Caribbean: On Stranger Tides mà không còn đạo diễn Gore Verbinski hay sự xuất hiện của Orlando Bloom và Keira Knightley được công chiếu vào ngày 20 tháng 5 năm 2011.
Với kinh phí sản xuất lên tới $300 triệu USD, Cướp biển vùng Caribbean 3: Nơi tận cùng thế giới đã trở thành bộ phim có kinh phí tốn kém nhất từng thực hiện tính đến thời điểm đó, ngay cả sau khi điều chỉnh lạm phát.

## Cốt truyện
Các cuộc hành quyết treo cổ tập thể những người có liên quan tới cướp biển (trong đó có cả phụ nữ và trẻ em) của quân đội thực dân Anh diễn ra liên tục nhằm dập tắt thanh thế của cướp biển, đe dọa những ai có ý định trở thành cướp biển. Bài hát Hoist the Colors nổi tiếng của cướp biển thế giới được cất lên báo hiệu một cuộc họp của 9 thủ lĩnh cướp biển trên toàn thế giới tại Shipwreck Cove cũng là pháo đài phòng thủ chắc chắn của cướp biển ở hội nghị Brethren lần thứ 4 (Brethren Court) để liên minh chống lại nguy cơ diệt vong từ cuộc đàn áp của quân đội Anh chỉ huy bởi huân tước Cutler Beckett.
Dưới sự giúp đỡ của nữ thần Calypso trong hình người (human bones) - cô gái da màu Tia Dalma cùng với thuyền trưởng Hector Barbossa vừa trở về từ cõi chết, Will Turner, Elizabeth Swann đi tìm tàu, thủy thủ từ thủ lĩnh cướp biển Singapore Sao Feng (Thiệu Phong) để lên đường tìm cách giải thoát Jack Sparrow (thủ lĩnh cướp biển vùng Caribbean) đang mắc kẹt ở Tủ Khóa Của Davy Jones (một thuật ngữ nói về tận sâu lòng đáy biển, nơi an nghỉ của những cướp biển bị chết). Sao Feng đồng ý cho mượn tàu, thủy thủ và hơn cả mong đợi là tấm hải đồ dẫn đến những vùng biển, vùng đất xa xăm bí ẩn.
Chiếm được trái tim của Davy Jones ở phần hai Cướp biển vùng Caribbean: Chiếc rương tử thần nhờ công của James Norrington, Beckett khống chế Jones với đoàn thủy thủ nửa người nửa quái vật cũng như con tàu ma quái Người Hà Lan bay. Trước tiên Beckett ra lệnh Jones giết bạch tuộc khổng lồ Kraken là thú nuôi của Jones để dễ kiểm soát Jones hơn và phục vụ tuyệt đối cho Công ty Đông Ấn Anh (East India Trading Company). Tướng Cutler Beckett cũng sẵn sàng sử dụng con tàu Người Hà Lan bay để tiêu diệt các tàu cướp biển cũng như kết liễu bất cứ ai xâm phạm chủ quyền của hắn.
Trên hành trình ở nơi bí ẩn, nhóm thủy thủ của Barbossa trải qua khu vực băng giá lạnh lẽo. Lúc này đang xem tấm hải đồ, Will phát hiện dòng chữ "Sunrise sets flash of green" (mặt trời mọc tạo tia chớp xanh lục), Barbossa và Joshamee Gibbs kể câu chuyện đó là điềm báo một con tàu trở về thế giới hiện tại từ thế giới bên kia. Sau đó, con tàu rơi xuống một dòng thác khi mọi người đang kinh hãi. Lưu lạc ở nơi tận cùng, Jack Sparrow gặp ảo giác những thủy thủ có bộ dạng giống mình trên con tàu Ngọc trai đen. Những hòn đá màu trắng kỳ lạ là những con cua đã giúp đỡ tụ tập đông đúc làm nên làn 'sóng cua' giúp Jack đẩy con tàu ra bờ biển và gặp được nhóm của Barbossa. Tiếp tục hành trình trở về, nhóm thủy thủ của Barbossa bắt gặp hàng ngàn linh hồn người chết dưới biển trôi dưới làn nước biển và những linh hồn đi trên những con thuyền nhỏ thắp nến, Elizabeth gặp được linh hồn cha mình (bị giết bởi cấp dưới thân cận của Beckett là Mercer) và trở nên căm thù Beckett. Con tàu cứ đi mà không cập bến, cả đoàn thủy thủ sốt ruột, Jack ngồi nghiền ngẫm tấm hải đồ để tìm lời giải cho lối thoát khỏi thế giới bí ẩn rồi phát hiện nguyên lý "Up is down" (lên là xuống) và tìm cách hành động cùng thủy thủ đoàn lật tàu chỏng ngược xuống nước. Mặt trời lặn ở thế giới cõi chết (hoàng hôn) thì mọc ở thế giới hiện tại và đưa con tàu trở về.
Sau khi đưa Jack Sparrow về thế giới hiện tại và thấy xác thủy quái Kraken khi lên một hòn đảo để lấy nước ngọt, Barbossa cùng thủy thủ đoàn gặp lại Sao Feng nhưng Sao Feng lại liên hệ ngầm với Beckett nhằm chiếm lấy tàu Ngọc trai đen và giao Jack cho Beckett nhưng sau đó lại bị Beckett lật lọng định chiếm luôn tàu Ngọc trai đen.
Jack được đưa lên tàu nhưng lại thỏa thuận với Beckett rằng sẽ dẫn hắn tới hội nghị Brethren và dụ các thủ lĩnh cướp biển lộ diện đổi với việc lấy lại cái la bàn dẫn đường chỉ đến cái muốn nhất và được tự do không bị truy đuổi nữa. Jack lập luận với Beckett rằng nếu giết Jack thì phe cướp biển sẽ cảnh giác phòng thủ và khó mà diệt hết được.
Sao Feng thỏa thuận với Barbossa lấy Elizabeth Swann vì tưởng cô là nữ thần Calypso trong hình người rồi phản công bắn tàu của Beckett để giải vây cho hai tàu cướp biển thoát thân, nhân cơ hội này Jack thoát được về tàu Ngọc trai đen. Cuộc truy đuổi bắt đầu: tàu Người Hà Lan bay bám theo tàu của Sao Feng, tàu của Beckett bám theo tàu Ngọc trai đen.
Sau đó tàu của Sao Feng bị tàu Người Hà Lan bay bắn hạ và thất thủ, Sao Feng trước khi chết giao quyền thuyền trưởng và đồng tám (piece of eight) lại cho Elizabeth, thủy thủ đoàn bị bắt giam. Tàu của Beckett thấy ám hiệu tạo bởi Will Turner là những thùng gỗ buộc xác chết rải rác trên biển để dẫn đường tới hội nghị Brethren. Jack phát hiện Will đang làm ám hiệu nên cũng giúp đỡ đưa Will cái la bàn và để Will ở lại lên tàu Beckett tiếp tục việc dẫn đường. James Norrington đã được phục chức thành sĩ quan của quân đội Anh (nhờ công đem về cho Beckett trái tim của Davy Jones) và là người có quen biết Elizabeth từ lâu nên đã giải thoát cho cô cùng thủy thủ đoàn người Singapore nhưng cuối cùng lại bị giết bởi Bootstrap Bill Turner (cha của Will).
Tại hội nghị Brethren lần thứ 4, các thủ lĩnh nộp các đồng tám - piece of eight (đó là tên gọi chỉ chung những vật tượng trưng cho các vị thủ lĩnh chứ không phải chỉ là những đồng tiền) để giải thoát cho nữ thần Calypso thoát khỏi hình dáng con người trở lại thành nữ thần biển quyền năng. Họ phải bầu ra vua cướp biển (pirate's king) để tuyên bố phát động chiến tranh thông qua bộ luật cướp biển (Pirata Codex, pirate code) nắm giữ bởi người giữ luật (keeper of the code) là thuyền trưởng Edward Teague và cũng là cha của Jack. Trước giờ chưa từng có vua cướp biển do các vị thủ lĩnh khi bỏ phiếu đều bầu cho chính mình: Ammand, Capitaine Chevalle, Sri Sumbhajee, Ching, Jocard, Vallenueava, Elizabeth Swann, Barbossa. Riêng Jack bầu cho Elizabeth nên cô trở thành vua cướp biển.
Sáng hôm sau, hải quân Anh kéo tới rất đông các hạm đội tàu biển để tiêu diệt nhóm cướp biển. Nhóm Jack Sparrow, Elizabeth, Barbossa đi thương lượng với nhóm Will Turner, Beckett, Davy Jones rồi đổi Jack lấy Will. Bên nhóm cướp biển, họ giải thoát cho Calypso bằng việc châm lửa đốt các đồng tám đã nộp trước đó và đọc lời chú "Calypso - anh giải thoát em khỏi hình dạng con người" và phải nói như nói với người yêu. Khi Calypso đang được giải thoát Will gợi nhắc Calypso về kẻ phản bội đã chỉ cách yểm cô bằng thần chú ở hội nghị Brethren lần thứ nhất chính là Davy Jones.
Calypso đồng ý giúp bằng việc cho sóng bão nổi lên tạo một luồng nước xoáy để khiến việc tấn công của tàu Người Hà Lan bay gặp khó khăn hơn. Hai con tàu Ngọc trai đen và Người Hà Lan bay chiến đấu ác liệt. Trong cuộc giao chiến, Elizabeth và Will tổ chức lễ đính hôn chủ trì bởi Barbossa. Davy Jones phản lại giết được cấp dưới thân cận của Beckett là Mercer rồi lấy chìa khóa. Jack Sparrow nghĩ ra cách dùng đòn bẩy để thoát khỏi buồng giam ở trên tàu Người Hà Lan bay rồi lấy cái rương và đánh nhau với Jones để lấy chìa khóa. Elizabeth và Will cũng sang tàu Người Hà Lan bay để giúp Jack nhưng lần lượt bị Jones đánh ngã. Jack lấy được chìa khóa mở rương rồi cầm trái tim để đe dọa Jones nhưng Jones vẫn đâm kiếm vào tim Will vì hắn biết Jack sẽ không dám đâm vào trái tim đó vì theo lời nguyền, tàu Người Hà Lan bay không thể không có thuyền trưởng, người đâm vào trái tim đó chính là người thuyền trưởng tiếp theo. Bootstrap Bill Turner như choàng tỉnh sau khi mê chạy lại ôm cổ từ sau khống chế Davy Jones. Trong lúc Jones đang giằng co, Jack cầm tay Will đang thoi thóp cầm thanh kiếm gãy lưỡi đâm vào trái tim Jones, Jones đau đớn rớt xuống luồng nước xoáy dưới biển. Bill Turner dùng dao cắt tim Will lấy ra cho vào rương. Tàu Người Hà Lan bay chìm xuống biển để hóa phép cho Will trở thành thuyền trưởng. Sau cùng hai tàu Người Hà Lan bay và Ngọc trai đen hợp sức lại phản công bắn tan nát tàu chỉ huy của hải quân Anh có Beckett trên đó nằm ngoài dự đoán của hắn. Vì quá bất ngờ Beckett chỉ thốt lên câu: "It's just a good business" (đó chỉ là một phi vụ tốt) và đi thản nhiên trên tàu rồi nằm lại dưới biển.
Cuối phim, Will giao chiếc rương có trái tim mình cho Elizabeth giữ, để lại cho cô đứa con rồi chia tay để 10 năm sau gặp lại nhau vào một ngày trên đất liền. Trong lúc Jack Sparrow tán gái và Joshamee Gibbs say xỉn trên đất liền thì hai người phát hiện Barbossa đã lấy đi tàu Ngọc trai đen. Các thủy thủ trên tàu Ngọc trai đen thắc mắc sao bỏ Jack lại thì Barbossa hớn hở khoe đã có tấm hải đồ không cần Jack nữa nhưng hụt hẫng khi phát hiện Jack cũng đâu phải dạng vừa, Jack đã cắt đi khoảng vòng tròn giữa tấm hải đồ lên đường đi tìm Suối nguồn tuổi trẻ trên một chiếc thuyền nhỏ có buồm tự chế.
Cảnh hậu danh đề của phim là cảnh 10 năm sau, Elizabeth và đứa con trai của cô và Will - Henry Turner đứng đợi Will ở Cảng Hoàng Gia và thấy anh xuất hiện từ phía đường chân trời.

## Phân vai
- Johnny Depp vai Jack Sparrow
- Geoffrey Rush vai Hector Barbossa
- Orlando Bloom vai Will Turner
- Keira Knightley vai Elizabeth Swann
- Jack Davenport vai James Norrington
- Bill Nighy vai Davy Jones
- Tom Hollander vai Cutler Beckett
- Jonathan Pryce vai Weatherby Swann
- Châu Nhuận Phát vai Khiếu Phong
- Naomie Harris vai Tia Dalma
- Stellan Skarsgård vai Bootstrap Bill Turner
- Kevin McNally vai Joshamee Gibbs
- Keith Richards vai Edward Teague
- Lee Arenberg vai Pintel
- Mackenzie Crook vai Ragetti
- David Bailie vai Cotton
- Martin Klebba vai Marty
- David Schofield vai Ian Mercer
- Lauren Maher vai Scarlett